# Агрегатор ЗМІ
Агрегатор ЗМІ або новинний агрегатор — ресурс, який займається збором і структуруванням новин, як правило, в автоматичному режимі. Не варто плутати з RSS-агрегатором (клієнтським додатком, що дозволяє збирати інформацію з сайтів).

## Роль агрегаторів ЗМІ
Агрегатори ЗМІ створені для великих пошукових систем або інформаційних сайтів (наприклад, Ukr.net, зарубіжні Google News) — найважливіші гравці процесу інформаційного обміну у сучасному інтернеті: через широке охоплення аудиторії новини, які опинилися в стрічках популярних агрегаторів, моментально набирають велику кількість переглядів, порівняно з кількістю переглядів стрічок інформаційних агентств, телеканалів та інших ЗМІ.

## Принцип роботи агрегатора ЗМІ

### Автоматичні агрегатори ЗМІ
Як правило, агрегатори ЗМІ працюють в автоматичному режимі. Такий агрегатор має систему, завдяки якій підключається до інформаційних стрічок різних інформагентств, електронних видань та інших ЗМІ і відбирає найважливіші новини на його розсуд; автоматичний агрегатор ЗМІ оперує чіткими параметрами, які дозволяють йому відсортувати новини та надати читачеві добірку. Серед них:
- цитованість (скільки посилань на це повідомлення в інших повідомленнях сюжету, без урахування посилань в афілійованих ЗМІ та самоцитування),
- свіжість (час публікації повідомлення у порівнянні з іншими джерелами),
- інформативність (наповненість повідомлення ключовими фактами сюжету).

### Неавтоматичні агрегатори ЗМІ
На відміну від автоматичних агрегаторів ЗМІ, неавтоматичні мають команду редакторів, відбирають і публікують новини вручну за власним розсудом.

## Цікаві факти
- В Європейській комісії обговорювалася пропозиція зобов'язати агрегатори ЗМІ платити за контент, який вони розміщують. Оскільки агрегатори зазвичай публікують повністю або частково новини з інших джерел без згоди авторів, це може порушувати закон про авторське право — вважають в ЄС, у свою чергу запропонувавши зобов'язати агрегатори ЗМІ підписувати договори з ресурсами, чиї новини вони використовують, щоб дати першоджерелу ексклюзивні права на матеріал[2].